# Lepidapedon yaquina
Lepidapedon yaquina är en plattmaskart. Lepidapedon yaquina ingår i släktet Lepidapedon och familjen Lepocreadiidae. Inga underarter finns listade i Catalogue of Life.